# ALP-IX
Der Alps Internet Exchange (ALP-IX) ist ein Internet-Knoten mit Standort München. Er ist seit Anfang August 2008 in Betrieb und wird von der DE-CIX Management GmbH betrieben. Mittlerweile wird er nur noch unter dem Namen DE-CIX Munich vermarktet.
Der ALP-IX bindet etwa den Equinix-Standort „Neue Hopfenpost“ am Rundfunkplatz an.